# Aspach-Michelbach
Aspach-Michelbach – gmina we Francji, w regionie Grand Est, w departamencie Górny Ren. W 2013 roku liczba ludności wynosiła 1849 mieszkańców. 
Gmina została utworzona 1 stycznia 2016 roku z połączenia dwóch ówczesnych gmin: Aspach-le-Haut oraz Michelbach. Siedzibą gminy została miejscowość Aspach-le-Haut.